# G-ANX
G-ANX var ett punkband från Jönköping och Huskvarna som existerade mellan 1982 och 1992. Bandet blandade lugna partier med snabbt entaktsmangel i sina låtar. Under bandets tio år hann alla originalmedlemmar bytas ut, men besättningen på alla skivinspelningar var densamma. Turnerade bland annat i Jugoslavien och Finland. Hette tidigt i karriären Gravida Anker och Penisknyckarna. Steve och Hoccy bildade när G-anx lade ner Counterblast, som fortfarande är aktiva. Året efter bandet lade ner kom samlingsskivan Flashbacks ut på amerikanska Sound Pollution Records .

## Medlemmar
- Patrik - sång
- Steve - gitarr
- Hedda - bas
- Hoccy - trummor

## Diskografi
- Fri som en fågel, split m. Filthy Christians, 7" (1988)
- Far out, 7" (1989)
- Masterpeace, 7" (1990)
- Out of reach, 7" (1992)
- Flashbacks, samlings-CD (1993)